# Ouro Preto do Oeste
Ouro Preto do Oeste é um município brasileiro do estado de Rondônia, estando a uma altitude de 259 metros e com uma população estimada em 2020 de 35 737 habitantes. Possui uma área de 1.969,85 km².

## Estrutura urbana

#### Ensino básico
Ouro Preto do Oeste possui várias escolas municipais, estaduais e particulares, dentre elas, estão:
- EEEF Joaquim Nabuco - pública(Estadual)
- EEEF Profª Margarida Custodio de Souza - (Estadual)
- EEEFM 28 de Novembro - pública(Estadual)
- EEEFM Aurelio Buarque de Holanda Ferreira - pública(Estadual)
- EEEFM DR. Horacio Carelli Mendes - pública(Estadual)
- EEEFM Joaquim de Lima Avelino - pública(Estadual)
- EEEFM Maria de Matos e Silva - pública(Estadual)
- EEEFM Monteiro Lobato - pública(Estadual)
- EMEF 22 de Dezembro - pública
- EMEF Benjamim Constant - pública
- E.M.E.F. Fernando de Azevedo - Municipal
- EMEF Manoel Santos - pública
- EMEF Maracatiara - pública
- EMEIEF Rondominas - pública
- Escola Adventista - Particular
- Colégio Uneouro - Particular

### Comunicação

#### Emissoras de Rádio
- 91.5 MHz - Rádio Rondônia

#### Emissoras de TV
Analógico
- 3 VHF - RedeTV! Rondônia (RedeTV!)
- 6 VHF - TV Allamanda (SBT)
- 10 VHF - TV Meridional (Rede Bandeirantes)
- 12 VHF - Rede Amazônica Porto Velho (Rede Globo
- 16 UHF - Amazon Sat
- 22 UHF - SIC TV (RecordTV)

Digital
- 6.1 (42 UHF) - TV Allamanda (SBT)
- 26 UHF - Rede Mundial
- 52.1 (49 UHF) - SIC TV (RecordTV)

#### Jornal impresso
- Correio Central

## Subdivisões

### Bairros
| - Alvorada - Bela Floresta - Centro - EMBRAPA - INCRA - Jardim Aeroporto - Jardim Bandeirantes - Jardim Novo Estado - Jardim Tropical - Jardim Novo Horizonte - Liberdade - Nova Ouro Preto - Setor Industrial - Setor das Chácaras - União - Zona Rural - Colina Park - Cohab - INTER - Park Amazonas |